# 兒嶋一哉
兒嶋一哉（1972年7月16日—），日本男性搞笑藝人、演員。出身於東京都八王子市。搞笑組合UNJASH成員，負責裝傻。所屬經紀公司是人力舍製作。2021年9月27日，經紀公司發布兒嶋一哉感染嚴重特殊傳染性肺炎。

## 出演作品

### 電視劇
- CHANGE 第3集（2008年5月26日、富士電視台） - JBS電視台職員
- 龍馬傳 第1集（2010年1月3日、NHK） - 近藤廉平
- 散工買樓夢（2010年10月19日 - 12月21日、富士電視台） - 北山雅彥
  - 散工買樓夢。特別篇（2011年10月4日）
- 紅色手指～『新參者』加賀恭一郎再次登場（2011年1月3日、TBS） - 佐藤
- 契爸唔易做 第2・7・9集（2011年5月1日・6月5日・12日、富士電視台） - 千葉亮一
  - 契爸唔易做特別篇（2011年10月9日）
  - 契爸唔易做特別篇2014（2014年9月28日）
- 出生（日语：生まれる。） 第6集 - 最終回（2011年5月27日 - 6月24日、TBS） - 玉木
- 下流之宴（日语：下流の宴）（2011年5月31日 - 7月12日、NHK） - 水谷龍彥
- Dirty Mama!（日语：ダーティ・ママ!） 第1、2集（2012年1月11日・18日、日本電視台） - 三宅誠一
- 名偵探柯南特別篇 工藤新一京都新撰組殺人事件（2012年4月12日、讀賣電視台） - 鷺沼昇
- 連續電視小說小梅醫生 第27集（2012年5月2日、NHK） - 巡査
- 花的懶人料理（日语：花のズボラ飯#テレビドラマ）（2012年10月23日 - 12月25日、NHK） - 早井
- 東京全力少女 第4集（2012年10月31日、日本電視台） - 酒店職員
- 黑色十人的黑木瞳2（日语：黒い十人の黒木瞳。#第2弾）（2012年12月29日、NHK BS Premium）
- ちいさいぜ!ちょこやまくん（2013年4月11日 - 5月2日、NHK教育頻道） - 主演・横山弘
- 救急病棟24小時V（2013年7月9日 - 9月10日、富士電視台） - 安藤直利
- 櫻桃小丸子（2013年10月1日、富士電視台） - 櫻宏志
- 羅斯福遊戲（2014年4月27日 - 6月22日、TBS） - 豐岡太一
- Binta! ～律師事務員箕輪用愛解決一切～（日语：ビンタ!〜弁護士事務員ミノワが愛で解決します〜） 第1集（2014年10月2日、讀賣電視台） - 澤田
- 花咲舞不會沈默 第2季 第1集（2015年7月8日、日本電視台） - 辻本健二
- 初森BEMARS 第1・8・9・11・12集（2015年7月10日・8月28日・9月4・18・25日、東京電視台） - 小島先生
- 5人Junko（日语：5人のジュンコ）（2015年11月21日 - 12月19日、WOWOW） - 福留廣太
- 船梨精偵探（日语：ふなっしー探偵）（2016年1月7日、富士電視台） - 平塚平助[2]
- 臨床犯罪學者 火村英生的推理 第3集（2016年1月31日、日本電視台） - 城戶譽
- 飛機雲～罪與戀～（日语：コントレール〜罪と恋〜） 第6集（2016年5月20日、NHK） - 仲田
- 應試的灰姑娘（日语：受験のシンデレラ#テレビドラマ）（2016年7月10日 - 8月28日、NHK BS Premium） - 宇佐美宏一
- Yassan ～築地發！美味事件簿～（日语：ヤッさん#テレビドラマ） 第2集（2016年7月29日、東京電視台） - 食才人
- 真田丸 第49集（2016年12月11日、NHK） - 室賀久太夫
- 小巨人 第5集（2017年5月14日、TBS） - 大島
- 我的房間（日语：吾輩の部屋である#テレビドラマ） 第3集（2017年10月2日、日本電視台） - 洗衣機（配音出演）
- 滅息之冬（2018年1月13日 - 3月18日、日本電視台） - 手毛綱美鎖夫
  - 滅息之冬SP（2019年6月29日）
- 大叔的愛（2018年4月21日 - 6月2日、朝日電視台） - 荒井鐵平
  - 大叔的愛－Returns－（2024年1月5日 - ）
- 神探夏洛克小姐 第2集（2018年5月4日、HBO Asia） - 桑畑道彥
- 我們的奇蹟（2018年10月9日 - 12月11日、關西電視台） - 沼袋順平
- Legal V～前律師·小鳥遊翔子～ 第1集（2018年10月11日、朝日電視台） - 安田勉
- 我的初戀情人（日语：僕の初恋をキミに捧ぐ#テレビドラマ）（2019年1月19日 - 3月2日、朝日電視台） - 垣野內寛貴
- 假面騎士ZERO-ONE（2019年9月1日 - 2020年8月30日、東映） - 福添准
- 半澤直樹 第5集 - 最終回（2020年8月16日 - 9月27日、TBS電視台） - 笠松茂樹

### 電影
- 東京奏鳴曲（2008年9月27日） - 小林先生
- 結婚詐欺師（日语：クヒオ大佐）（2009年10月10日） - 高橋幸一
- 戀之罪（2009年10月10日） - 正二
- 推理要在晚餐後 電影版（2013年8月3日） - 巴拉茲
- 萬能鑑定士Q -蒙娜麗莎之瞳-（2014年5月31日） - 喜屋武友禪
- HERO（2015年7月18日） - 矢口繁之
- 黑金丑嶋君3（2016年9月22日）
- 少女（日语：少女 (湊かなえ)#映画）（2016年10月8日） - 小倉一樹
- 散步的侵略者（2017年9月9日） - 車田
- 大叔之愛電影版（2019年8月23日） - 荒井鐵平
- 假面騎士令和The First Generation（2019年12月21日） - 福添准
- 劇場版 假面騎士ZERO-ONE REAL×TIME（2020年12月18日） - 福添准
- 彬與瑛（2022年8月26日） - 階堂崇

### 動畫電影
- 送子鳥（2016年11月3日、日語配音版） - トーディ[3]

### PV
- GUMMY 「信じてる…」（2013年4月3日） - タケシ
- MISIA 「幸せをフォーエバー（日语：幸せをフォーエバー）」（2013年4月3日） - 森
- Q'ulle 「アルカライト」（2017年12月20日） - 本人

## 作品

### 網絡配信
- なろうよ（2016年3月9日） - ※ 宇野實彩子（AAA）合唱曲[4]

## 外部連結
- アンジャッシュ児嶋的X（前Twitter）
- アンジャッシュ児嶋的Instagram帳戶
- アンジャッシュ児嶋の麻雀サイト“こじまーじゃん”（页面存档备份，存于）